# Jean-Pierre Mugg
Jean-Pierre Mugg est un linguiste arabisant, archer, arquebusier et historien des techniques de l'archerie ancienne et lieutenant-colonel des Transmissions depuis 1991,, français. Il est fondateur d'Émergence art et science, une association culturelle en pays Mélusin, sponsorisée par différentes instances régionales et nationales.
Il a publié différents ouvrages avec Lucien-Jean Bord, chancelier, bibliothécaire, archiviste, et moine bénédictin de l’Abbaye Saint-Martin de Ligugé chercheur dans différentes écoles dont l'École pratique des hautes études, créée en 2008, sous la présidence de Françoise Xenakis. Le château de la grange de Celle-l'Évescault (également appelé le Sellense Castrum), dans le pays Mélusin, est le lieu où se déroule les différentes manifestations culturelles de l'association.

## Publications
- Lucien-Jean Bord et Jean-Pierre Mugg, Dictionnaire cynégétique : animaux, archerie, armes, chasse à tir, chasse sous terre, chiens, fauconnerie, gibiers, piégeage, vénerie, Paris, Gerfaut : Geuthner, 2004, 247 p. (ISBN 978-2-914622-39-4, OCLC 470010184, BNF 39217583)
- Lucien-Jean Bord et Jean-Pierre Mugg, L'Arc des steppes : Étude historique et technique de l'archerie des peuples nomades d'Eurasie, Le Gerfaut, 2005, 189 p. (ISBN 978-2-914622-60-8, OCLC 470392512, BNF 39992466, lire en ligne)
- Lucien-Jean Bord et Jean-Pierre Mugg, 250 réponses aux questions du chasseur à l'arc, Paris, Éd. du Gerfaut, 2006, 192 p. (ISBN 978-2-35191-014-6, OCLC 470839926, BNF 40967884, lire en ligne)
- Lucien-Jean Bord et Jean-Pierre Mugg, La Chasse au Moyen âge : Occident latin, VIe – XVe siècle, Aix-en-Provence, Compagnie des éditions de la Lesse, Éditions du Gerfaut, 2008, 356 p. (ISBN 978-2-35191-036-8, OCLC 429502779, BNF 41276337, lire en ligne)
- Lucien-Jean Bord et Jean-Pierre Mugg, L'Arc dans la Bible et dans le Proche-Orient ancien : Histoire et symbolique, Paris, Geuthner, cop., 2009, 149 p. (ISBN 978-2-7053-3811-4, OCLC 470609214, BNF 41494988)
- (ar) Lucien-Jean Bord, Jean-Pierre Mugg et Abū Ḥāmid Sakhr Ibn Husein (trad. de l'arabe), Description et éloge du tir à l'arc (Marḍī b. ʿAlī b. Marḍī al-Ṭarsūsī), Paris, Geuthner, 2011, 109 p. (ISBN 978-2-7053-3855-8, OCLC 843777784, BNF 42700865)
- Jean-Pierre Mugg, Islam, Memorial De Caen, novembre 2000, 15 p. (ISBN 978-2-910201-71-5, OCLC 468852390, BNF 37674670)
- Lucien-Jean Bord et Jean-Pierre Mugg (préf. Philippe Contamine), « Valérie Serdon. — Armes du Diable. Arcs et arbalètes au Moyen Âge (Archéologie et culture) », Cahiers de civilisation médiévale, Rennes, PUR, vol. 49, no 193,‎ janvier-mars 2006, p. 101-102 (lire en ligne, consulté le 24 septembre 2015)